# آنخل مارکوس
آنخل مارکوس (انگلیسی: Ángel Marcos؛ زادهٔ ۷ آوریل ۱۹۴۳) بازیکن فوتبال اهل آرژانتین است.
از باشگاه‌هایی که در آن بازی کرده‌است می‌توان به باشگاه فوتبال نانت و باشگاه فوتبال تولوز اشاره کرد.
وی همچنین در تیم ملی فوتبال آرژانتین بازی کرده‌است.